# Ausschuss der Ständigen Vertreter der Mitgliedstaaten
Der Ausschuss der Ständigen Vertreter der Mitgliedstaaten (AStV) besteht aus den Ständigen Vertretern (französisch représentants permanents) der Mitgliedstaaten bei der Europäischen Union oder deren Stellvertretern. Oft wird auch die französische Abkürzung COREPER (französisch Comité des représentants permanents) verwendet. Den Vorsitz führt das Mitgliedsland, das die halbjährlich wechselnde Ratspräsidentschaft innehat. Die Haupt-Aufgabe des COREPER ist es, die Arbeit des Rates der Europäischen Union inhaltlich vorzubereiten.
Nicht in den Aufgabenbereich des AStV fällt die Gemeinsame Agrarpolitik (GAP), für die der Sonderausschuss Landwirtschaft (SCA) die Ratssitzungen vorbereitet. Im Bereich der Gemeinsamen Außen- und Sicherheitspolitik (GASP) überschneiden sich die Aufgaben des AStV teilweise mit denen des Politischen und Sicherheitspolitischen Komitees (PSK).

## Geschichte
Der Ausschuss der Ständigen Vertreter der Mitgliedstaaten wurde bereits 1958 im Rahmen der Geschäftsordnung des Rates nach dem Vorbild der Koordinierungskommission (COCOR) im Bereich des EGKS-Vertrags eingesetzt. Durch Art. 4 des Fusionsvertrags, in dem der AStV erstmals vertraglich genannt wird, wurden 1967 beide Gremien zusammengeführt. Vertragliche Grundlage ist heute Art. 240 Abs. 1 AEU-Vertrag, der in der Geschäftsordnung des Rates der Europäischen Union näher erläutert wird.
Jacopo Barigazzi des Magazins Politico schrieb in einer Reportage im Juni 2021, dass die Bedeutung und der Einfluss des Ausschusses der Ständigen Vertreter der Mitgliedstaaten, insbesondere des AStV II (COREPER II), im Zuge der COVID-19-Pandemie deutlich gestiegen sei. Während die europäischen Staats- und Regierungschefs sich nur noch virtuell trafen, behielten die Ständigende Vertreter ihre persönlichen Arbeitssitzungen in Brüssel bei, wenn auch mit stark reduziertem Personal. Inhaltlich wurden die Vertreter unter anderem mit politisch sensiblen Themen wie der Zuteilung zehn Millionen zusätzlicher Impfdosen betraut.

## Tätigkeit

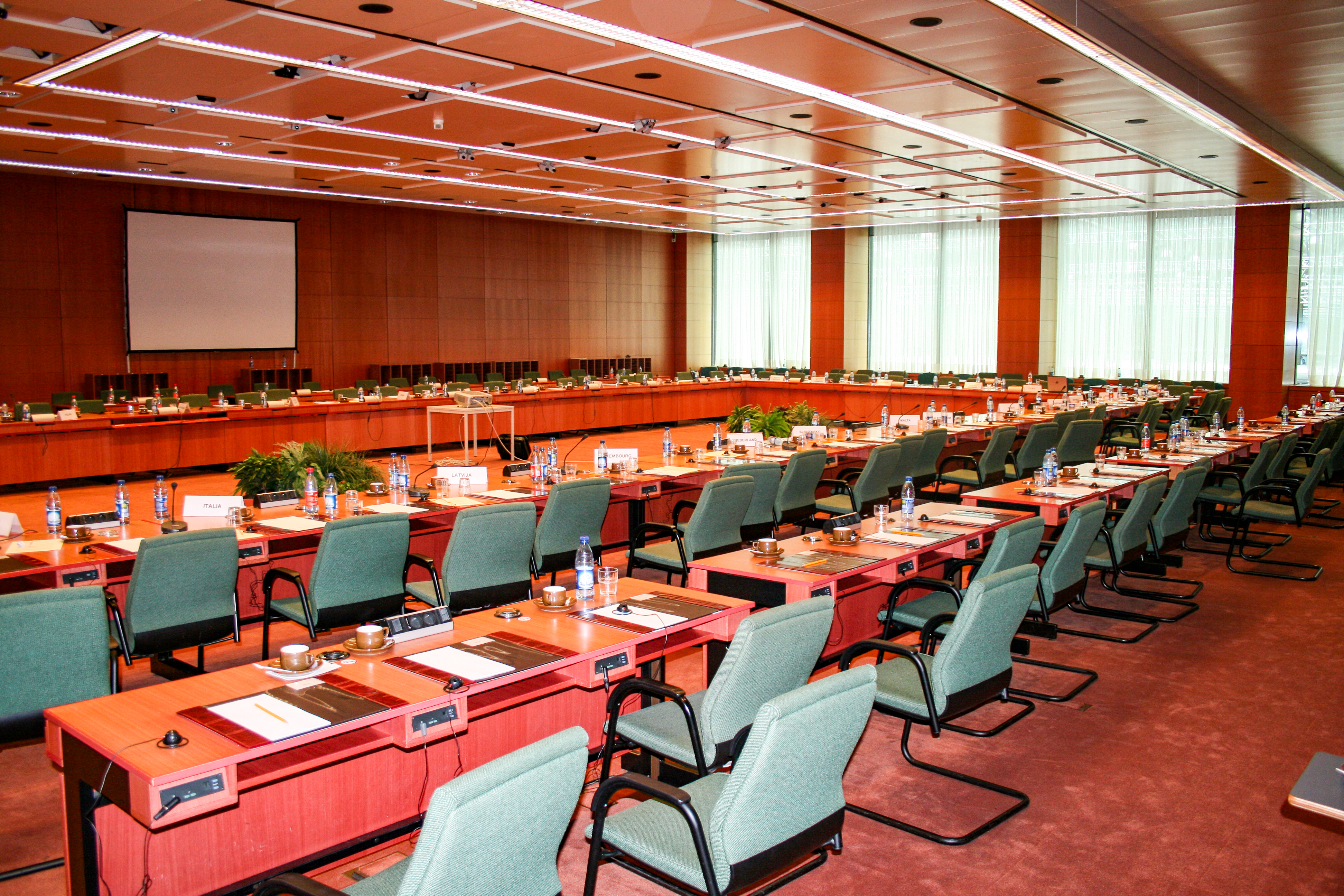
Konferenzraum des AStV im Justus-Lipsius-Gebäude in Brüssel (2007)

Der AStV bereitet die Sitzungen des Rates der Europäischen Union vor. Er erstellt die Tagesordnung für die Ratssitzung und macht Entscheidungsvorschläge für Themen, bei denen zwischen den Mitgliedstaaten Einigkeit besteht. Außerdem werden im Ausschuss der Ständigen Vertreter die Belange der jeweiligen Mitgliedstaaten gegenüber anderen Mitgliedstaaten und Institutionen der Europäischen Union vertreten und gemeinsame Standpunkte gesucht. Die Mitarbeiter der Ständigen Vertretung liefern Berichte, Auswertungen und Vorschauen an die jeweiligen Regierungen, um diesen eine Grundlage für die Gestaltung ihrer Standpunkte im Rat der Europäischen Union zu geben.
Die Ständigen Vertreter handeln auf Grundlage von Weisungen aus deren Hauptstädten (Exekutivföderalismus). Somit fällt dem AStV bei der gemeinschaftlichen Beschlussfassung im Rat eine bedeutungsvolle Rolle zu.

### Verfahren bei der Meinungsbildung im Rat
Bei geringen Auseinandersetzungen entscheidet, aufbauend auf einer Vorbesprechung in der zuständigen Ratsarbeitsgruppe, faktisch der AStV über EU-Rechtsakte oder nichtrechtliche Texte. Die entsprechenden Vorlagen können daraufhin im Rat als sogenannte A-Punkte ohne Aussprache beschlossen werden.
Umstrittene Vorlagen oder solche, zu denen sich Minister – auch bei hinreichender Mehrheit – politisch äußern wollen, werden dem Rat als sogenannte B-Punkte vorgelegt und diskutiert. Strittige Vorlagen, zu denen im Rat keine Einigung erzielt werden kann, werden jedoch oftmals wieder an den AStV (und von diesem in der Regel zunächst wieder an die zuständige Ratsarbeitsgruppe) zurückverwiesen. Wenn die Minister im Rat keine Einigkeit erzielen, können sie alternativ auch die Frage an den Europäischen Rat weiterleiten, in dem die Staats- und Regierungschefs sitzen. Der Europäische Rat kann selbst aber nicht in die Rechtsetzung der EU eingreifen, sondern nur allgemeine Leitlinien erlassen. Da jedoch innerhalb der nationalen Regierungen die Mitglieder des Rates – also die Minister – den Mitgliedern des Europäischen Rates – also den Regierungschefs – untergeordnet sind, dienen die Kompromisse des Europäischen Rates auch als Richtlinien für die Entscheidungen des Rates.

### Verbindung zu anderen EU-Institutionen
Im Rahmen und im Umfeld des AStV verhandeln die Regierungsvertreter Kompromisse mit der Europäischen Kommission und dem Europäischen Parlament (siehe auch Trilog). Dabei ist die Europäische Kommission durch hochrangige Beamte in den AStV-Sitzungen vertreten. Mit Vertretern des Europäischen Parlaments verhandeln in gesonderten Sitzungen die jeweiligen AStV-Vorsitzenden auf der Grundlage der ihnen zuvor im AStV erteilten Aufträge. Nur in Sitzungen des Vermittlungsausschusses, d. h. im Rahmen der Dritten Lesung zwischen Europäischem Parlament und Rat, sind wiederum alle Mitgliedstaaten durch ihre Ständigen Vertreter vertreten.

## Zwei Arbeitsebenen

### AStV I (COREPER I)
Der AStV I (auch AStV 1. Teil) versammelt die stellvertretenden Ständigen Vertreter, die sich im weitesten Sinne mit wirtschaftlichen Fragen (Binnenmarkt, Industrie, Energie, Telekom, Forschung usw.) befassen. Der AStV I bereitet demnach die Sitzungen der Räte für Beschäftigung, Sozialpolitik, Gesundheit und Verbraucherschutz, Bildung, Jugend, Kultur und Sport, Umwelt, Verkehr, Telekommunikation und Energie und Wettbewerbsfähigkeit sowie den Rat für Landwirtschaft und Fischerei (soweit nicht der SCA zuständig ist) vor.
Der Ablauf der AStV-I-Sitzungen wird von Assistenten der stellvertretenden Ständigen Vertreter vorbereitet, die in der 1993 eingerichteten Mertens-Gruppe zusammenkommen. Die inhaltliche Einzelverhandlung der Rechtsakte und politischen Texte erfolgt in der zuständigen Ratsarbeitsgruppe, in die die Mitgliedstaaten Sachverständige aus der Hauptstadt oder mit Weisung versehene Attachés aus ihrer Ständigen Vertretung bei der EU in Brüssel entsenden.
Die stellvertretende Ständige Vertreterin Deutschlands im AStV I ist derzeit Dr. Helen Winter. Der stellvertretende Ständige Vertreter Österreichs im AStV I ist derzeit Gregor Schusterschitz.

### AStV II (COREPER II)

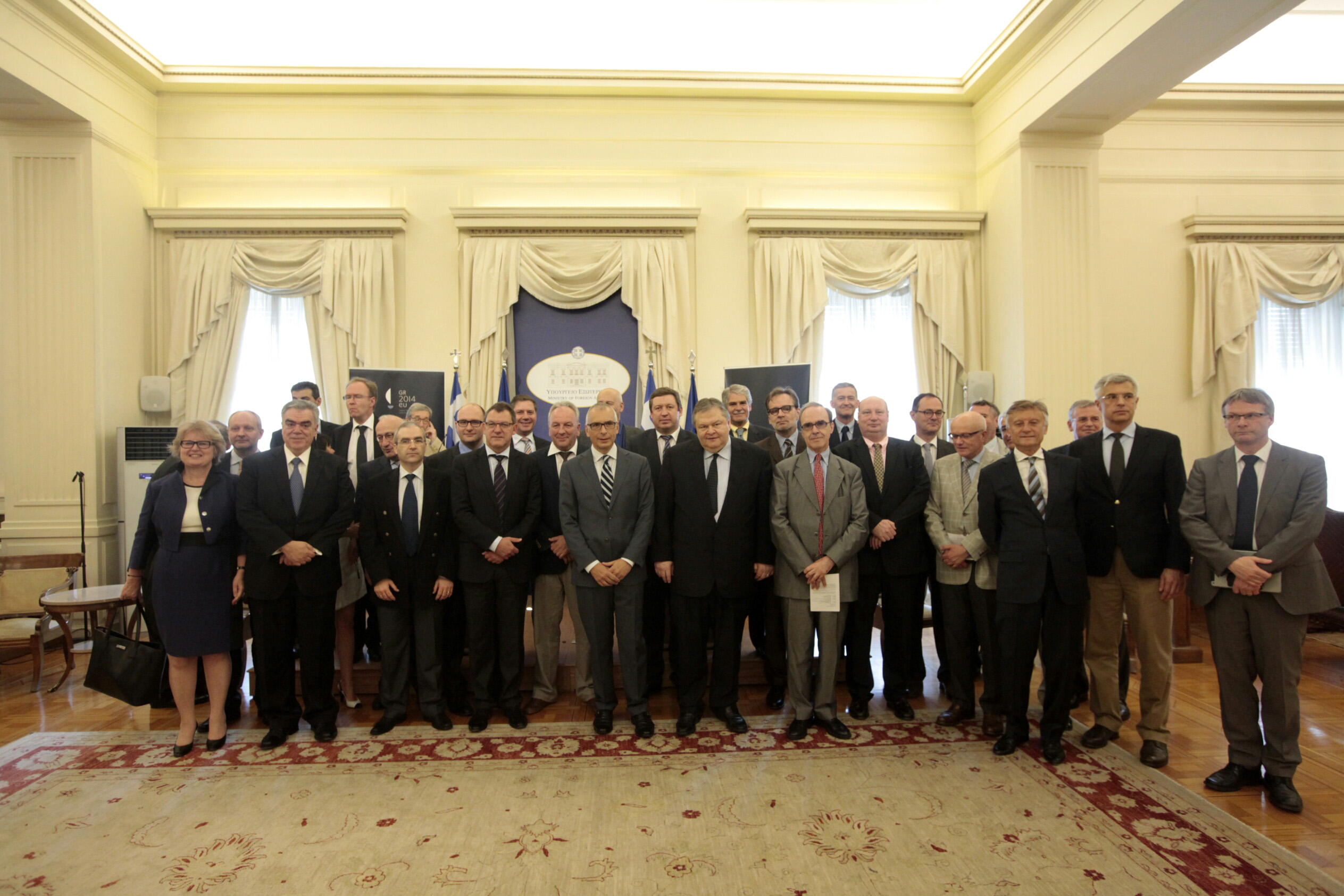
Gruppenfoto der Ständigen Vertreter der Mitgliedsstaaten gemeinsam mit dem damaligen griechischen Außenminister Evangelos Venizelos in Athen (Mai 2014)

Der AStV II (auch AStV 2. Teil) versammelt die Ständigen Vertreter, die sich vor allem mit politisch sensiblen Fragen, etwa Gemeinsame Außen- und Sicherheitspolitik oder Polizeiliche und justizielle Zusammenarbeit in Strafsachen, beziehungsweise mit institutionellen und allgemeinen Fragen, wie dem Haushalt der Europäischen Union, auseinandersetzen. Der AStV II bereitet demnach die Sitzungen des Allgemeinen Rats und des Rats für Justiz und Inneres, sowie des Wirtschafts- und Finanzrats (insbesondere in Haushaltsfragen) und des Auswärtigen Rats (soweit nicht das PSK zuständig ist) vor.
Der Ablauf der AStV-II-Sitzungen wird von Assistenten der Ständigen Vertreter vorbereitet, die in der 1975 eingerichteten Antici-Gruppe zusammenkommen. Die inhaltliche Vorbereitung, das heißt Detailverhandlung der Rechtsakte und nicht-legislativen Texte, erfolgt in der zuständigen Ratsarbeitsgruppe, in die Mitgliedstaaten Fachreferenten der sachlich zuständigen Ministerien oder mit Weisung versehene Attachés aus ihrer Ständigen Vertretung bei der EU in Brüssel entsenden.
Politisch gilt der AStV II als der wichtigere. Der Ständige Vertreter Deutschlands im AStV II ist derzeit Michael Clauß. Der Ständige Vertreter Österreichs im AStV II ist derzeit Nikolaus Marschik.

## Verbindungsbüros der Länder
Von der Arbeit der Ständigen Vertretungen im Rahmen des durch die EU-Verträge festgelegten gesetzgeberischen Kräftedreiecks – Europäisches Parlament, Rat und Europäische Kommission – sind die Aufgabenbereiche der ebenfalls „Vertretungen“ genannten Verbindungsbüros der Bundesländer beziehungsweise Regionen einzelner Mitgliedstaaten zu unterscheiden.
Die Verbindungsbüros der Länder vertreten ihre Regionen im seit 1994 arbeitenden Ausschuss der Regionen, der anders als der Rat der Europäischen Union nur eine beratende Aufgabe hat. Außerdem gewinnen die Vertretungen der Länder Erkenntnisse über das EU-Geschehen in Brüssel für die sie entsendenden Landes- bzw. Regionalregierungen und werten diese aus. Sie werben in informellen Verbindungen mit Vertretern der Europäischen Kommission, des Europäischen Parlamentes und auch des Rates für die Interessen ihrer Herkunftsregionen.

## Kritik
Die Arbeitsweise des Ausschusses der Ständigen Vertreter der Mitgliedstaaten ist für Außenstehende nur schwer nachvollziehbar, insbesondere sind die Prozesse der Entscheidungsfindung nicht transparent, Protokolle umfassen nur ein Minimum. Kritiker, wie Emilio De Capitani, bezeichnen den AStV als „black box“ und kritisieren, dass politisch sehr wichtige Entscheidungen in diesem Arbeitsgremium von nicht gewählten Vertretern der Mitgliedsstaaten getroffen werden. Dem wird entgegengehalten, dass alle Beteiligten politische Beamte sind und damit direkt die Positionen der wiederum gewählten Regierungen der EU-Mitgliedsstaaten vertreten.